# Cosmorhoe robiginata
Cosmorhoe robiginata là một loài bướm đêm trong họ Geometridae.